# 데스 레이스
《데스 레이스》는 2008년 9월 22일에 개봉된 미국의 영화이다.

## 줄거리
살인 누명을 쓰고 감옥에 들어간 전직 레이싱 선수 젠슨은 교도소장 헤네시에게 무차별 파괴 레이싱 '데스 레이스'의 출전을 제안받는다. '데스 레이스'의 최고 인기 레이서인 프랑켄슈타인이 4승 이후 사망하자 경기의 인기 하락을 우려한 헤네시는 프랑켄슈타인의 죽음을 숨기고 젠슨에게 프랑켄슈타인의 대역을 요구한 것이다. 또한 만약 1승을 올린다면 젠슨은 교도소에서 나가 자유의 몸이 될 수 있게 된다. 이에 레이싱 출전을 결심한 젠슨은 여성 파트너 케이스의 도움을 받아 단 한 사람만이 살아남을 수 있는 죽음의 레이스를 시작한다.

## 출연

### 주연
- 제이슨 스타뎀
- 타이레스

### 조연
- 이안 맥쉐인
- 나탈리 마르티네즈
- 제이콥 바가스
- 맥스 라이언
- 제이슨 클락
- 프레더릭 콜러
- 로버트 라사르도
- 위룡
- 조안 알렌

## 기타
- 원작자: 로버트 톰
- 원작자: 찰스 B. 그리피스
- 원작자: 입 멜키어
- 미술: 폴 D. 오스터베리
- 세트: 폴 호테
- 의상: 그레고리 마
- 배역: 스콧 보랜드
- 배역: 빅토리아 버로우즈
- 배역: 로빈 D. 쿡
- 배역: 헬렌 루세

## 원작
1975년 개봉된 데이비드 캐러딘, 실베스터 스탤론 주연의 《죽음의 경주》(Death Race 2000)를 리메이크한 작품이다.